# Il paziente inglese
Il paziente inglese (The English Patient) è un film del 1996 scritto e diretto da Anthony Minghella, tratto dall'omonimo romanzo dello scrittore canadese Michael Ondaatje. Il paziente inglese ha vinto nove Oscar nel 1997, due Golden Globe e sei BAFTA, mentre l'attrice Juliette Binoche fu premiata con l'Oscar come attrice non protagonista e l'Orso d'argento a Berlino come miglior attrice.
Nel 1999 il British Film Institute l'ha inserito al 55º posto della lista dei migliori cento film britannici del XX secolo.

## Trama
Seconda guerra mondiale. Il conte ungherese László Almásy è rimasto gravemente ustionato dopo un incidente aereo nel deserto e il suo corpo si è trasformato in una gigantesca piaga.
Hana è una giovane infermiera canadese che ha da poco perso il fidanzato. Verso la fine della seconda guerra mondiale decide di rifugiarsi in un convento abbandonato vicino a Pienza, nelle campagne senesi, insieme a un paziente gravemente ustionato che non ricorda nulla della sua identità.. In questa casa si prenderà cura dello sconosciuto, che lei chiama "paziente inglese", a cui riserva la lettura di un libro molto amato dall'uomo e che egli porta sempre con sé. Leggendo le Storie di Erodoto, Hana comincia a essere attratta dall'uomo e dai suoi misteri, e nel frattempo sono proprio queste letture che lo riportano indietro nel tempo, a continui piacevoli, ma anche dolorosi ricordi, soprattutto quelli legati al periodo prima della guerra, quando nel deserto del Nord Africa conobbe Katharine, una donna sposata con il lord inglese Geoffrey Clifton.
Nel monastero trovano alloggio anche una spia canadese di nome David Caravaggio, che collabora con i partigiani e che conosce il nome e la storia del ferito a causa di misteriosi contatti tra i due nel passato, e in seguito l'artificiere sikh Kip Singh, che si stabilirà nel monastero per bonificare la zona dalle bombe e mine antiuomo piazzate dai tedeschi. Dopo aver raccontato la sua storia, Almásy chiede a Hana una dose letale di morfina; lei accetta di porre fine alla sua sofferenza e legge gli ultimi appunti del diario di Katharine mentre lui muore. La presenza di Kip consente a Hana di dimenticare il fidanzato defunto e la sua morbosa passione per i ricordi del "paziente inglese", per concentrarsi sull'amore sano e genuino che nutre nei confronti del giovane sikh, che comunque al termine del conflitto partirà per conto suo. Infine lei e Caravaggio lasciano il monastero per iniziare una nuova vita a Firenze.

## Produzione e incassi
Le riprese si sono svolte fra il 4 settembre 1995 e il 31 gennaio 1996 principalmente in Italia: a Trieste, la spiaggia di Forte dei Marmi, Ripafratta in provincia di Pisa, Venezia, studi di Cinecittà a Roma, mentre le riprese del monastero sono state effettuate a Pienza, in provincia di Siena. Le scene del deserto in Africa sono state riprese prevalentemente in Tunisia. La scena più romantica ed essenziale per l'amore fra Hana e l'artificiere è stata girata nella Basilica di San Francesco in Arezzo.
Negli Stati Uniti il film ha incassato 78 milioni di dollari e nel resto del mondo oltre 230 milioni.

## Premi e riconoscimenti
- 1997 - Premio Oscar
  - Miglior film a Saul Zaentz
  - Migliore regia a Anthony Minghella
  - Miglior attrice non protagonista a Juliette Binoche
  - Migliore fotografia a John Seale
  - Migliore scenografia a Stuart Craig e Stephenie McMillan
  - Migliori costumi a Ann Roth
  - Miglior montaggio a Walter Murch
  - Miglior sonoro a Walter Murch, Mark Berger, David Parker e Christopher Newman
  - Miglior colonna sonora drammatica a Gabriel Yared
  - Candidatura Miglior attore protagonista a Ralph Fiennes
  - Candidatura Miglior attrice protagonista a Kristin Scott Thomas
  - Candidatura Migliore sceneggiatura non originale a Anthony Minghella
- 1997 - Golden Globe
  - Miglior film drammatico
  - Miglior colonna sonora a Gabriel Yared
  - Candidatura Migliore regia a Anthony Minghella
  - Candidatura Miglior attore in un film drammatico a Ralph Fiennes
  - Candidatura Miglior attrice in un film drammatico a Kristin Scott Thomas
  - Candidatura Miglior attrice non protagonista a Juliette Binoche
  - Candidatura Migliore sceneggiatura a Anthony Minghella
- 1997 - Premio BAFTA
  - Miglior film a Saul Zaentz
  - Miglior attrice non protagonista a Juliette Binoche
  - Migliore sceneggiatura non originale a Anthony Minghella
  - Migliore fotografia a John Seale
  - Miglior montaggio a Walter Murch
  - Miglior colonna sonora a Gabriel Yared
  - Candidatura Migliore regia a Anthony Minghella
  - Candidatura Miglior attore protagonista a Ralph Fiennes
  - Candidatura Miglior attrice protagonista a Kristin Scott Thomas
  - Candidatura Migliore scenografia a Stuart Craig
  - Candidatura Migliori costumi a Ann Roth
  - Candidatura Miglior trucco a Fabrizio Sforza e Nigel Booth
  - Candidatura Miglior sonoro a Mark Berger, Pat Jackson, Walter Murch, Christopher Newman, David Parker e Ivan Sharrock
- 1997 - Screen Actors Guild Award
  - Candidatura Miglior cast
  - Candidatura Miglior attore protagonista a Ralph Fiennes
  - Candidatura Miglior attrice protagonista a Kristin Scott Thomas
  - Candidatura Miglior attrice non protagonista a Juliette Binoche
- 1996 - Chicago Film Critics Association Award
  - Migliore fotografia a John Seale
  - Candidatura Miglior film
  - Candidatura Miglior attrice non protagonista a Juliette Binoche
- 1998 - Premio César
  - Candidatura Miglior film straniero a Anthony Minghella
- 1998 - Empire Awards
  - Miglior regista britannico a Anthony Minghella
- 1997 - European Film Awards
  - Miglior attrice protagonista a Juliette Binoche
  - Migliore fotografia a John Seale
  - Candidatura Miglior film a Saul Zaentz
- 1998 - Premio Goya
  - Candidatura Miglior film europeo
- 1996 - National Board of Review Awards
  - Migliori dieci film
  - Miglior attrice non protagonista a Kristin Scott Thomas
  - Miglior attrice non protagonista a Juliette Binoche
- 1996 - Satellite Award
  - Migliore sceneggiatura non originale a Anthony Minghella
  - Migliore fotografia a John Seale
  - Migliore colonna sonora a Gabriel Yared
  - Candidatura Miglior film drammatico a Saul Zaentz
  - Candidatura Migliore regia a Anthony Minghella
  - Candidatura Miglior attore in un film drammatico a Ralph Fiennes
  - Candidatura Miglior attrice in un film drammatico a Kristin Scott Thomas
  - Candidatura Migliore scenografia a Stuart Craig
  - Candidatura Miglior montaggio a Walter Murch
- 1998 - Awards of the Japanese Academy
  - Candidatura Miglior film straniero
- 1997 - Festival internazionale del cinema di Berlino
  - Orso d'argento per la migliore attrice a Juliette Binoche
  - Candidatura Orso d'Oro a Anthony Minghella
- 1996 - Boston Society of Film Critics Award
  - Migliore fotografia a John Seale
- 1997 - Critics' Choice Movie Award
  - Migliore regia a Anthony Minghella
  - Migliore sceneggiatura a Anthony Minghella
  - Candidatura Miglior film
- 1998 - Grammy Award
  - Miglior colonna sonora a Gabriel Yared
- 1997 - Golden Reel Award
  - Miglior montaggio sonoro
- 1997 - Eddie Award
  - Miglior montaggio a Walter Murch
- 1997 - American Society of Cinematographers
  - Migliore fotografia a John Seale
- 1997 - AACTA Award
  - Candidatura Miglior film straniero a Saul Zaentz
- 1997 - Festival du Film de Cabourg
  - Swann d'oro alla migliore attrice a Juliette Binoche
- 1997 - Artios Award
  - Candidatura Miglior casting per un film drammatico a David Rubín
- 1997 - DGA Award
  - Miglior regia a Anthony Minghella
- 1998 - London Critics Circle Film Awards
  - Regista britannico dell'anno a Anthony Minghella
- 1996 - Los Angeles Film Critics Association Award
  - Migliore fotografia a John Seale
- 1998 - Mainichi Film Concours
  - Miglior film straniero a Anthony Minghella
- 1997 - Southeastern Film Critics Association Award
  - Migliore sceneggiatura a Anthony Minghella
  - Candidatura Miglior attore protagonista a Ralph Fiennes
  - Candidatura Miglior attrice non protagonista a Juliette Binoche
- 1997 - WGA Award
  - Candidatura Miglior sceneggiatura a Anthony Minghella
- 1997 - Art Directors Guild
  - Migliore scenografia a Stuart Craig e Aurelio Crugnola
- 1996 - British Society of Cinematographers
  - Candidatura Migliore fotografia a John Seale
- 1997 - National Society of Film Critics Award
  - Candidatura Miglior attrice non protagonista a Kristin Scott Thomas
  - Candidatura Migliore fotografia a John Seale
- 1997 - Nikkan Sports Film Awards
  - Miglior film straniero
- 1997 - PGA Awards
  - Miglior produttore a Saul Zaentz
  - Visionary Award a Saul Zaentz